# Hottonia
Hottonie
Genre
Classification phylogénétique
Genre
Hottonia (les  Hottonies) est l'un de la vingtaine de genres de plantes à fleurs de la famille des Primulacées, comprenant deux espèces, l'une en Eurasie tempérée, l'autre en Amérique du Nord.
Le nom de genre scientifique Hottonia a été attribué en l'honneur du botaniste hollandais Peter Hotton (en) (1648–1709).

## Espèces
- Hottonia palustris L.
- Hottonia inflata

Ce sont des plantes herbacées palustres (des milieux humides), semi-aquatiques.
À noter que la définition (les contours de cette famille) de l'ordre des Ericales sont encore en discussion.